# IC 2470
IC 2470 ist eine linsenförmige Galaxie vom Hubble-Typ S0 im Sternbild Löwe an der Ekliptik, die schätzungsweise 418 Millionen Lichtjahre von der Milchstraße entfernt ist.
Das Objekt wurde am 14. April 1896 von Stéphane Javelle entdeckt.